# GRRR!
GRRR! är en samlingsskiva av rockbandet The Rolling Stones. Albumet släpptes den 9 november 2012. Bandets senaste turné 50 & Counting Tour kan kopplas till skivan. GRRR! släpptes i flera olika versioner, en vanlig med två skivor och 40 låtar, en deluxe-edition med tre skivor och 50 låtar samt med diverse samlingsprylar och en Super Deluxe Edition som omfattade fyra skivor med 80 låtar samt diverse samlingsprylar. Utöver gamla hits så innehåller alla versioner två helt nya låtar, nämligen Doom and Gloom och One More Shot. Skivan släpptes även digitalt och på vinyl.

## Låtlista
(Standardversionen med 40 låtar. Låtar utan angiven upphovsman är skrivna av  Mick Jagger och Keith Richards.)
| 1. "Come On" (Chuck Berry) 2. "Not Fade Away" (Charles Hardin/Norman Petty) 3. "It's All Over Now" (Bobby Womack/Shirley Jean Womack) 4. "Little Red Rooster" (Willie Dixon) 5. "The Last Time" 6. "(I Can't Get No) Satisfaction" 7. "Get Off of My Cloud" 8. "As Tears Go By" (Jagger/Richards/Andrew Loog Oldham) 9. "19th Nervous Breakdown" 10. "Have You Seen Your Mother, Baby, Standing in the Shadow?" 11. "Paint It, Black" 12. "Let's Spend the Night Together" 13. "Ruby Tuesday" 14. "Jumpin' Jack Flash" 15. "Street Fighting Man" 16. "Sympathy for the Devil" 17. "Honky Tonk Women" 18. "You Can't Always Get What You Want" 19. "Gimme Shelter" 20. "Wild Horses" | 1. "Brown Sugar" 2. "Tumbling Dice" 3. "It's Only Rock 'n Roll (But I Like It)" 4. "Angie" 5. "Fool to Cry" 6. "Beast of Burden" 7. "Miss You" 8. "Respectable" 9. "Emotional Rescue" 10. "Start Me Up" 11. "Waiting on a Friend" 12. "Happy" 13. "Undercover of the Night" 14. "Harlem Shuffle" (Earnest Nelson/Robert Relf) 15. "Mixed Emotions" 16. "Love Is Strong" 17. "Anybody Seen My Baby?" (Jagger/Richards/k.d. lang/Ben Mink) 18. "Don't Stop" 19. "Doom and Gloom" 20. "One More Shot" |

## Listplaceringar
- Billboard 200, USA: #19[2]
- UK Albums Chart, Storbritannien: #3[3]
- Nederländerna: #4[4]
- VG-lista, Norge: #5[5]
- Sverigetopplistan, Sverige: #9[6]

## Fotnoter
1. ↑  Phønix ([1997]). ”Udbrud”. Phønix. http://worldcat.org/oclc/873721080. Läst 28 juni 2019.
2. ↑  http://www.allmusic.com/album/grrr!-mw0002423573/awards
3. ↑  http://www.officialcharts.com/artist/_/rolling%20stones/
4. ↑  http://dutchcharts.nl/search.asp?search=rolling+stones&cat=a
5. ↑  http://lista.vg.no/artist_info.php?ArtistOp=show&artistId=2579
6. ↑  http://www.swedishcharts.com/search.asp?search=rolling+stones&cat=a